# The Basham Brothers
The Basham Brothers, Doug y Danny Basham son un grupo profesional de la lucha libre, que anteriormente trabajaron para Total Nonstop Action Wrestling (TNA) y World Wrestling Entertainment (WWE).

## Historia
Antes de que se fueran a trabajar a la WWE, ellos lucharon en All World Wrestling League/Big Time Wrestling en Míchigan. Ellos formaron parte del talento asignado por Ed y Tom Farhat, hijos del Sheik original, que murió en enero de 2003, para llevar el "original" BTW que fue solicitada por los fanes. 

### World Wrestling Entertainment (2003-2007)

#### SmackDown! (2003-2005)
The Basham Brothers hicieron su debut oficial en la WWE el 29 de mayo del 2003 en una edición de Smackdown! derrotando a Rikishi y Brian Kendrick. Poco después de que Shaniqua se convirtiera en la mánager del equipo. Sus gimnick es original de dos fanes, con Shanica hablando basuras de dominatrix. The Basham Kayfabe que son gemelos (aunque no tienen parecido alguno), en una pelea cuando el árbitro se distraía cambiaban de lugar.
The Bashams ganaron su primer WWE Tag Team Championship frente a Los Guerreros el 23 de octubre del 2003 en un episodio de Smackdown!. El grupo perdió el título en febrero de 2004 frente a Rikishi y Scotty 2 Hotty. The Basham Brothers y Shanica tuvieron la revancha en No Way Out el 2004 en una pelea Handicap por los títulos tag team, el equipo perdió luego de que a Shanica le hicieran la cuenta. Inmediatamente después de la pelea The Basham Brothers perdieron a su mánager luego de que Shanica se fue a la OVW. Para los próximos meses, The Basham Brothers peleaban en Velocity. De vez en cuando aparecían en Smackdown en peleas Handicap que perdían.
Luego The Basham Brothers se unieron con John Bradshaw Layfield (JBL), grupo que se formó el 25 de noviembre del 2004 en un episodio de Smackdown, donde se les conocen como "Co-Secretarios de la Defensa" de JBL. Su papel fue a menudo Sacrificante porque JBL lo que hacia era provocar al oponente y ponerlos a ellos a luchar. El equipo ganó otra vez el título tag team al derrotar a los grupos de Rey Mysterio y Rob Van Dam, Luther Reigns y Mark Jindrak, y Eddie Guerrero y Booker T en una pelea en enero de 2005. The Basham Brothers perdieron los títulos frente a Eddie Guerrero y Rey Mysterio en No Way Out 2005 el 20 de febrero. Luego los hermanos dejaron Smackdown para luchar en Velocity. The Basham y JBL regresaron a Smackdown el 16 de junio del 2005, diciéndole a JBL que estaban ya artos de él al no tenerles suficiente respeto.

#### Partida (2005)
El 30 de junio del 2005, Danny Basham se convirtió en unos de los tradeos de WWE Draft, donde el cambio fue de Smackdown a Raw. Esto dejó a Danny y a Doug peleando por separado en las diferentes marcas de la WWE. Doug luego se puso el apodo The Bash Man, mientras Danny volvió a su oscuro Raven, con el nombre de The Damaja. Ambos habían vivido lo difícil que es ser luchador individual perdiendo todas las peleas, luego desaparecieron completamente de la WWE

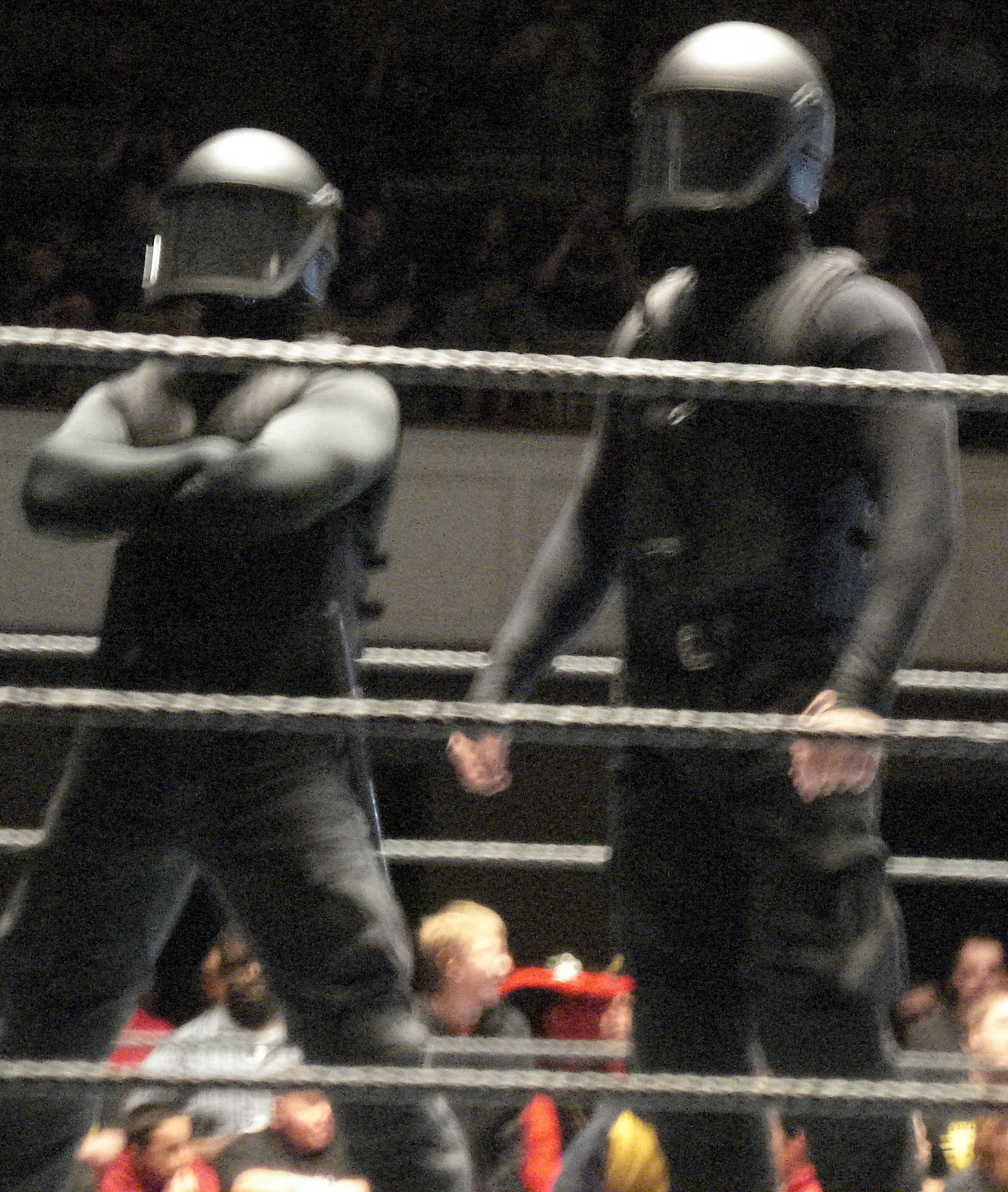
Los Guardaespaldas de Paul Heyman.

#### ECW (2006-2007)
Ambos se reunieron en WWE's revived ECW brand en julio de 2006 con unas máscaras para el líder de la ECW, Paul Heyman. Principalmente conocidos como Paul Heyman Personal Enforcers, que luchan sin identidad, aunque los fanáticos los llamaban La Seguridad Basham. En septiembre, Danny se lesionó y fue remplazado por Derrick Neikirk. El equipo desapareció de nuevo poco después de que Heyman fue retirado de la televisión de WWE en diciembre.
El 18 de enero del 2007 fueron despedidos junto con otras superestrellas de la WWE. Luego, ellos regresaron a la OVW, donde derrotaron a Wyatt Young y Mark Tolar.

### Total Nonstop Action Wrestling (2007)
Doug y Danny hicieron su primera aparición en la TNA el 20 de abril del 2007 como una sorpresa para sustituir al lesionado Abyss.
Los dos hicieron su debut oficial el 10 de mayo del 2007 donde Basham y Damaja atacaron al grupo Voodoo Kin Mafia. En Sacrifice derrotaron a Kip James. El 24 de mayo en un episodio de la TNA, Basham y Damaja, Basham y Damaja derrotaron a James y Lance Hoyt.
En Slammiversary B.G y Kip James derrotaron a Basham y Damaja, después cuando estaban a punto de atacar a Christy Hemme después de la lucha, aparentemente fueron traicionados. En Victory Road, Basham y Damaja fueron derrotados por Voodoo Kin Mafia después de que B.G James le diera un sillaso a Damaja y Kip James lo inmovilizara.
En agosto, fueron despedidos de la TNA

### Supersestrellas de la lucha libre en vivo (2008-actual)
Más tarde firmaron con Super Estrellas de la lucha libre en vivo.

### Classic Wrestling Federation Asociation(actual)
Más Tarde firmaron con la CWFA y debutaron junto a Snitsky contra The Redemption y Izzy Sparks

## En la Lucha
- Movimientos en tag team
  - Double Brain Damage (Aided chokebomb)
  - Ball and Gag (Russian legsweep / Lariat combination)
  - Inverted atomic drop (Danny) / Last Impression (Basham) combination
  - Meat Curtain (Slingshot catapult / Diving bulldog combination)
  - Double belly to back superplex

- Doug Basham/Basham's movimientos especiales
  - Diving leg drop
  - Last Impression (Jumping leg lariat)
  - Spike piledriver
  - X-Tornado (Super spinning single arm DDT)
  - Diving headbutt
  - Single leg boston crab
  - Super spinebuster
  - Suplex powerslam

- Danny Basham/(The) Damaja's movimientos especiales
  - Brain Damage (Sitout chokebomb)
  - Reverse DDT
  - Belly to back suplex, sometimes from the top rope
  - Bulldog
  - Elevated DDT

- Managers
  - Shaniqua - WWE
  - Amy Weber - WWE
  - Christy Hemme - TNA

- Entradas
  - "Toe Jam" by Jim Johnston (WWE)
  - "Ball & Gag" de Jim Johnston (WWE)
  - "Whips & Chains" de Jim Johnston (WWE)
  - "Society Box" de Christy Hemme (TNA)

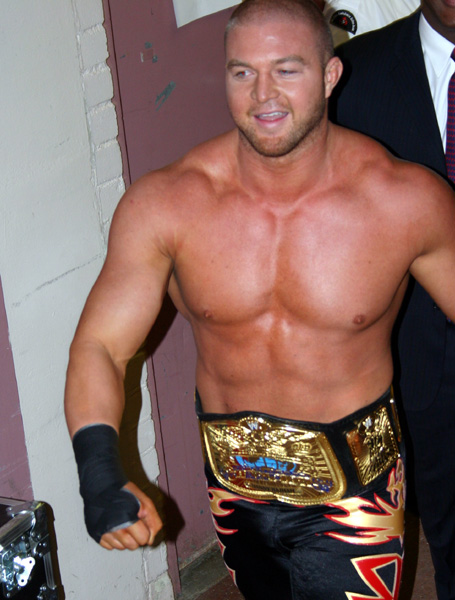
Danny Basham con el título tag team.

## Campeonatos y logros
- Ohio Valley Wrestling
  - OVW Southern Tag Team Championship (1 vez)

- World Wrestling Entertainment
  - WWE Tag Team Championship (2 veces)